# Катастрофа Boeing 737 в Сан-Андресе
Катастрофа Boeing 737 в Сан-Андресе — авиационная катастрофа, произошедшая ночью 16 августа 2010 года. Авиалайнер Boeing 737-73V авиакомпании AIRES выполнял регулярный внутренний рейс ARE8250 по маршруту Богота—Сан-Андрес, но при заходе на посадку в условиях сильной грозы рухнул на землю рядом с торцом взлётной полосы аэропорта Сан-Андреса и, проскользив по ней 55 метров, разрушился на три части. Из находившихся на его борту 131 человека (125 пассажиров и 6 членов экипажа) погибли 2.

## Самолёт

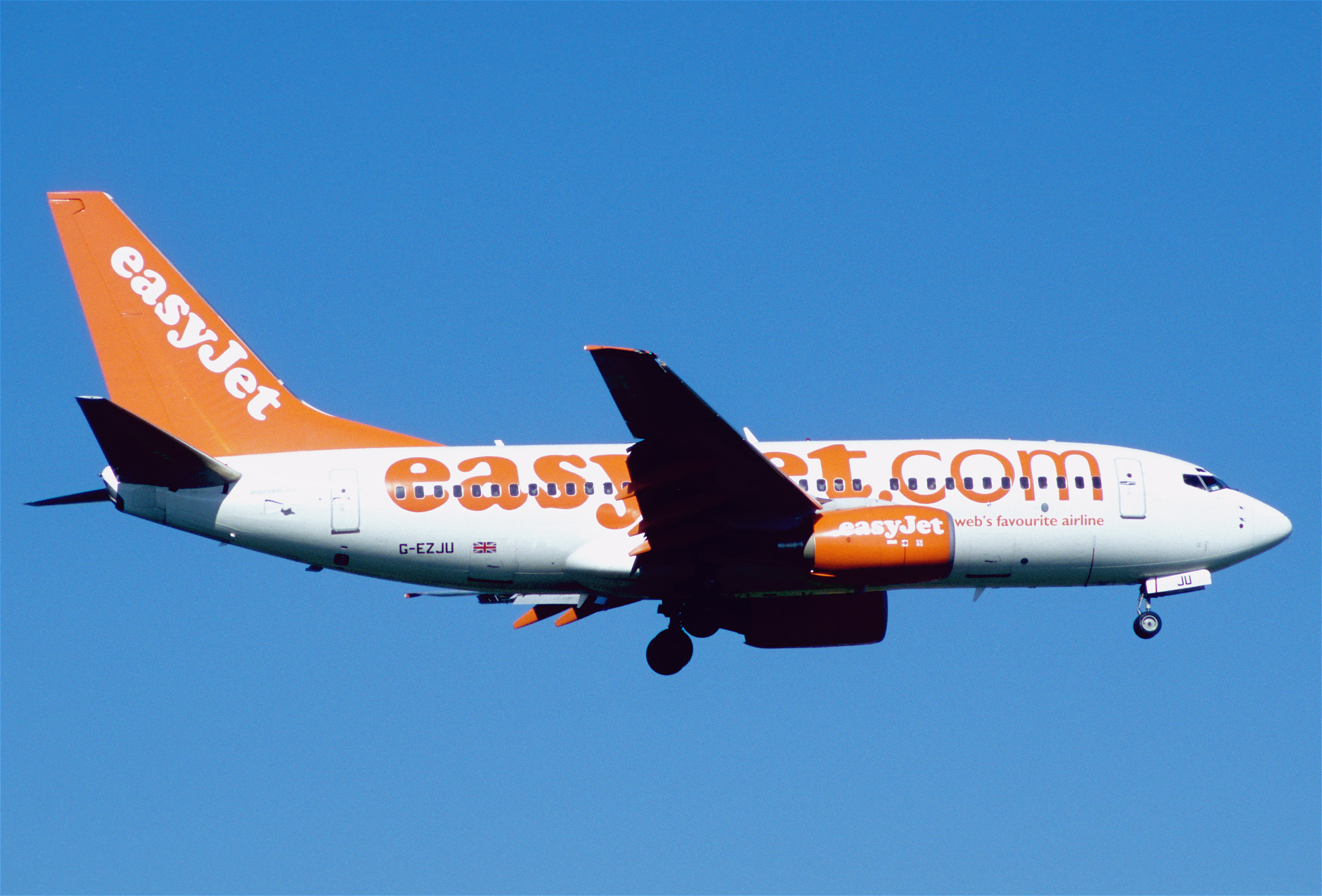
Разбившийся самолёт в 2004 году (в период эксплуатации в EasyJet)

Boeing 737-73V (регистрационный номер HK-4682, заводской 32416, серийный 1270) был выпущен в 2003 году (первый полёт совершил 10 января). 21 февраля того же года был передан авиакомпании EasyJet, в которой получил бортовой номер G-EZJU; с 27 января 2010 года находился в ней на хранении. 7 марта 2010 года был куплен авиакомпанией AIRES и его б/н сменился на HK-4682. Оснащён двумя турбовентиляторными двигателями CFM International CFM56-7B20. На день катастрофы налетал 23 485 часов.
В истории самолёта был один инцидент — 19 июля 2004 года столкнулся с аэродромным тягачом в аэропорту Ольдергров (Белфаст, Северная Ирландия).

## Экипаж и пассажиры
Самолётом управлял опытный экипаж, его состав был таким:
- Командир воздушного судна (КВС) — 43-летний Уилсон Гутьеррес (исп. Wilson Gutierrez). Опытный пилот, в авиакомпании AIRES проработал 12 лет (с 1998 года). Управлял самолётами PBY Catalina, Douglas DC-3, Embraer EMB 110 и DHC-8. В должности командира Boeing 737 — с декабря 2009 года. Налетал 7643 часа, 343 из них на Boeing 737.
- Второй пилот — 25-летний Камило Пинейрос Родригес (исп. Camilo Piñeyros Rodriguez). Опытный пилот, в авиакомпании AIRES проработал 4 года (с 2006 года). Управлял самолётом DHC-8. В должности второго пилота Boeing 737 — с августа 2009 года. Налетал свыше 1900 часов, свыше 800 из них на Boeing 737.

В салоне самолёта работали 4 стюардессы:
- Адриана Карденас (исп. Adriana Cárdenas),
- Анжела Ванеса Торо (исп. Ángela Vanesa Toro),
- Альба Лопес (исп. Alba López),
- Каролина Оспина (исп. Carolina Ospina).

| Гражданство | Пассажиры | Экипаж | Всего |
| ----------- | --------- | ------ | ----- |
| Колумбия    | 104       | 6      | 110   |
| США         | 6         | 0      | 6     |
| Мексика     | 5         | 0      | 5     |
| Бразилия    | 4         | 0      | 4     |
| Эквадор     | 4         | 0      | 4     |
| Германия    | 2         | 0      | 2     |
| Всего       | 125       | 6      | 131   |

## Хронология событий

Диаграмма травм и пассажиров рейса 8250 (UAEAC) в зависимости от их местонахождения

## Расследование
Расследование причин катастрофы рейса ARE8250 проводил колумбийский Специальный административный совет гражданской авиации (UAEAC) при участии американского Национального совета по безопасности на транспорте (NTSB) и представителей ВВС Колумбии.
Окончательный отчёт расследования был опубликован 15 июля 2011 года.

## Культурные аспекты
Катастрофа рейса 8250 AIRES показана в 20 сезоне канадского документального телесериала Расследования авиакатастроф в серии Крушение при посадке.